# Lucien Girier
Lucien François André Girier (Nancy, 23 febbraio 1890 – Antibes, 1º maggio 1967) è stato un generale e aviatore francese, distintosi per le numerose imprese aviatorie tra le due guerre mondiali. Con il tenente Mairey vinse la Coupe Michelin del 1923 volando su un Breguet Bre 14 A-2, e poi prese parte al Giro aereo di Francia in tre giorni con la sua squadriglia. Nel 1925 si classificò al secondo posto nella Coupe Breguet e terzo al Military-Zenith, nell'inverno 1925-1926 prese parte al raid Parigi-Teheran-Parigi, e nel luglio del 1926 batté il record mondiale di volo in linea retta percorrendo 4.145 km con un Breguet Bre 19 con motore Hispano da 550 CV. Nel 1928 vinse la Coupe Renault, e nel 1929 stabilì, insieme al comandante Pierre Weiss, il record del mondiale di velocità sui 5.000 km. Nel 1930 stabilì il primo collegamento Parigi-Pondicherry e ritorno, e poi vinse la Coppa Bibescu coprendo la tratta Parigi-Bucarest in 9 ore. Nel 1931 prese parte al circuito delle Capitali Europee con la squadriglia del generale Louis Marie Joseph de Goÿs de Mézeyrac. Titolare della medaglia vermiglio e della medaglia d'oro dell'Aéro-Club de France.

## Biografia
Nacque a Nancy il 23 febbraio 1890, figlio di Marie François Alphonse, di professione farmacista, e di Marie Eugénie Gellin. Il 7 ottobre 1910 si arruolò nell'Armée de terre, con ferma triennale, nel 17º Reggimento dragoni a Vienne (Isère). Nominato brigadiere l'11 aprile 1911 e maresciallo il 3 ottobre del medesimo anno, fu riformato e congedato il 29 settembre 1912, in seguito ad una frattura dell'avambraccio destro, risultato di una caduta da cavallo.
Il 6 agosto 1914, a prima guerra mondiale già iniziata, si arruolò volontario per la durata del conflitto nel suo vecchio reggimento. Nominato nuovamente Maréchal des Logis il 6 febbraio 1915, fu promosso sottotenente a titolo temporaneo il 22 marzo e trasferito nel medesimo giorno al 13º Battaglione Cacciatori Alpini. Rimasto ferito il 15 giugno 1915 a Hartmannwillerskopf, in Alsazia, nel corso di un attacco venne evacuato nelle retrovie e citato il 23 giugno all'Ordine del giorno della 1º Brigata Cacciatori Alpini. Una volta guarito presentò domanda per entrare in aviazione, e fu inviato alla Scuola di volo di Avord il 13 ottobre, e poi il 17 dello stesso mese presso la Scuola di Ambérieu-en-Bugey come allievo pilota. Ottenuto il brevetto di pilota il 28 gennaio 1916, fu assegnato alla Escadrille 210 il 7 aprile. Il 6 giugno 1916 sposò Julie Justine Charpentier, e il 24 ottobre dello stesso anno venne citato all'ordine del giorno del Corpo d'armata.
Promosso sottotenente a titolo definitivo il 4 novembre, il 23 marzo e il 1 aprile 1917 fu citato all'ordine del giorno della Ve Armée. Il 7 luglio 1918 venne trasferito alla Escadrille 209, e in quello stesso giorno fu assegnato alla Sezione volo notturno della IIIe Armée e tre giorni dopo nominato Cavaliere della Legion d'onore. Al termine del conflitto aveva ricevuto sette citazioni, e riportato una ferita.
Dopo la fine della guerra rimase nell'Aéronautique Militaire venendo promosso capitano l'11 ottobre 1919, e dopo un congedo di sei mesi e mezzo senza paga il 1 aprile 1920 fu assegnato al 5º Reggimento d'aviazione da ricognizione di stanza sull'aeroporto di Lyon-Bron. A seguito di una riorganizzazione il reggimento fu rinominato n.35, e durante il servizio in questo reparto partecipò a numerose imprese aviatorie.
Con il tenente Mairey vinse la Coupe Michelin del 1923 volando su un Breguet Bre 14A-2, e poi prese parte al Giro aereo di Francia in tre giorni con la sua escadrille.
Nel 1925 si classificò al secondo posto nella Coupe Breguet e terzo al Military-Zenith, nell'inverno 1925-1926 prese parte al raid Parigi-Teheran-Parigi, e nel luglio 1926 batté il record mondiale di volo in linea retta percorrendo i 4.145 km della tratta Parigi-Omsk con un Breguet Bre 19 dotato di motore Hispano da 550 CV in 29 ore.
Nel frattempo era divenuto Ufficiale della Legion d'onore il 28 dicembre 1924, e promosso maggiore il 25 dicembre 1926, quando divenne comandante del 3º Gruppo del 35º Reggimento d'aviazione. 
Nel 1928 vinse la Coupe Renault, e nel 1929 stabilì, insieme al comandante Pierre Weiss, il record del mondiale di velocità sui 5.000 km. Nel 1930 stabilì il primo collegamento Parigi-Pondicherry e ritorno, e poi vinse la Coppa Bibescu coprendo la tratta Parigi-Bucarest in 9 ore. Nel 1931 prese parte al circuito delle Capitali Europee con la squadriglia del generale Louis Marie Joseph de Goÿs de Mézeyrac.
Il 1 ottobre 1931, a Lione, assunse il comando del Centro d'istruzione aeronautico n. 35, che divenne Centro d'istruzione della base aerea n. 5 il 25 dicembre 1931, data in cui venne promosso tenente colonnello.
Ricoprì quell'incarico per un anno, ma nel 1932 effettuò un raid Parigi-Teheran in 29 ore, rientrato via Africa del Nord e Portogallo, e il 25 dicembre di quello stesso anno assunse il comando della 55ème Escadre costituita sulla base di Lyon-Bron. Rimase al comando della unità fino al 15 ottobre 1934, divenendo Commendatore della Legion d'onore il 7 luglio. Nel 1933 partecipò alla Crociera Nera effettuata dal generale Joseph Vuillemin.
Verso la fine del 1934 fu trasferito in Marocco al comando del 37º Reggimento d'aviazione, e il 1 gennaio 1935 il comando della nuova base aerea 137. Colonnello il 15 giugno 1936, lasciò il Marocco nel 1937 per assumere il comando della Scuola di formazione per sottufficiali del personale navigante a Istres, divenuto il 1 gennaio 1937 Centro scuola di Istres dipendente dal Comando dei centri scuola a Versailles.
Il 1 agosto 1937 ritornò a Lione-Bron per assumere il comando della 5ª Brigata aerea, venendo promosso generale di brigata aerea il 5 febbraio 1939. Sul piano locale fu vicepresidente dell'Aéroclub du Rhône. Il 28 agosto 1939, in previsione della scoppio della seconda guerra mondiale, fu assegnato al comando delle forze aeree della VIIIe Armée, e poi della 6ª Brigata aerea da bombardamento il 20 settembre. Prese parte alla Campagna di Francia del maggio-giugno 1940 come comandante dei Gruppi d'assalto n. 18 e 19, e il 6 giugno rimase ferito gravemente nel corso di un atterraggio di emergenza di uno dei velivoli del reparto. Dopo la fine delle ostilità con la Germania e l'Italia, il 26 giugno 1940 fu citato all'ordine del giorno del Corpo d'armata. Nel settembre successivo fu nominato comandante dell'aeronautica in Algeria, sbarcando ad Algeri all'inizio del mese seguente. Due mesi dopo fu promosso Grande ufficiale della Legion d'onore. Con 3.400 ore di volo al suo attivo, fu posto in congedo dal personale navigante il 23 febbraio 1942. Promosso generale di divisione aerea a titolo onorifico il 25 giugno 1945, fu posto nella 2ème section (riserva) il 23 febbraio 1947.
Dopo la fine della guerra divenne amministratore della Société Transatlantique Aérienne (STA), con sede a Parigi e rete aerea operativa in Africa. Nel 1948 Maurice Loubière, fondatore di COSARA, ottenne l'autorizzazione ad operare un servizio di trasporto aereo di merci su richiesta in Indocina, la Société Transatlantique d'Extrême-Orient (STAERO), che divenne la filiale del trasporto aereo della COSARA. La STA ebbe alcune partecipazioni in questa nuova società, di cui Maurice Loubière era il gestore. Il generale Girier, amministratore della SAT, assume le funzioni di consigliere tecnico, Meyer quello di capo pilota e Hoé venne nominato Direttore Commerciale. Questa società, che in seguito prese il nome di Société de Transport Aérien d'Extrême-Orient, avrebbe operato con velivoli Junkers Ju 52, e Douglas DC-3 e molti altri.
Ritiratosi a vita privata a Vence (Alpes Maritimes) decedette all'età di 77 anni, il 1 maggio 1967 ad Antibes.

### Annotazioni
1. ↑  La Coupe Michelin si sviluppava su un percorso di 2.819 chilometri con quindici atterraggi obbligatori previsti: Saint Inglevert-Villacoublay-Angers-Bordeaux-Pau-Toulouse-Nîmes-Lyon-Clermont Ferrand-Avord-Dijon-Strasbourg-Metz-Mourmelon-Valenciennes. Il circuito doveva essere completato; ma gli equipaggi partivano da un campo d'aviazione di loro scelta ed effettuavano il circuito nella direzione che essi sceglievano.

### Fonti
1. 1 2 3 4 5 6 7 8 9 10 11 12  Generals.
2. 1 2 3 4 5 6 7 8 9 10 11 12 13  Albindenis.
3. 1 2 3 4 5 6 7 8 9 10 11  Cercle Aeronautique Louis Mouillard.
4. 1 2 3 4 5 6  Mancini 1936, p. 306.